# Frank Kehoe
Frank Henry Kehoe (ur. 8 lutego 1882 w Chicago, zm. 26 grudnia 1949 w Jacksonville) – amerykański piłkarz wodny i pływak, medalista olimpijski z igrzysk w 1904 w Saint Louis.
Razem z klubem Chicago Athletic Association zdobył srebrny medal w turnieju piłki wodnej. 
Zdobył również brązowy medal w skokach do wody z trampoliny. Kehoe i Alfred Braunschweiger uzyskali tę samą notę i mieli rozegrać dogrywkę o brązowy medal. Braunschweiger jednak odmówił udziału twierdząc, że jego skoki były wyraźnie lepsze. W tej sytuacji brązowy medal przypadł Kehoe. Jednak dwa lata później oficjalnie ogłoszono, że obaj skoczkowie zajęli to samo miejsce. Międzynarodowy Komitet Olimpijski wymienia tylko Kehoe jako medalistę.